# Project575
project575是世嘉在2013年开展的跨媒体制作计划。发布了多款電子游戏和一部动画。

## 概要
主要为基于日文的古代文学创作句式俳句和川柳的“五·七·五”格式编排句式来表达当时的心情的游戏，并配以VOCALOID朗读输出。

## 登场角色
正冈小豆（配音：大坪由佳）
本作主人公之一。鳩寺女子学校的女高中生，后发绑有很大粉红色珠子的发簪，十分开朗活泼的性格。会害怕有鸢弄坏发簪。
小林抹茶（配音：大桥彩香）
本作主人公之一。和小豆同级，平时沉默寡言，但有时会发言毒辣，有少许中二病的性格。
与谢野柚子（配音：寿美菜子）
动画原创角色。同为小豆和抹茶的同级生。在看见抹茶和小豆的活动后加入帮手影片录制剪辑，有喜欢百合的性格。
同时也是的道白。
小野小梅（配音：芹澤優）
2014年3月新追加角色。

## 游戏软件
2013年发布了iOS版本的游戏，2014年2月14日再发布了，但都因为参与人数不足导致不足够维持营运而于2014年5月19日终止。
2014年1月23日发售了PS Vita版本的游戏。

## VOCALOID
《VOCALOID4 Library AZUKI》
《VOCALOID4 Library MATCHA》
《VOCALOID4 Library AZUKI & MATCHA Set》
2017年7月12日发售。由世嘉制作，由雅马哈发行的双角色VOCALOID4歌声数据库。
官方演示曲〈365月病 V4ReMix〉
作詞 - 吉永匠 / 作曲 - 幡谷尚史 / 演唱 - AZUKI & MATCHA(VOCALOID4 Library）

## 动画
GO!GO!575是2014年1月于東京都會電視台和神奈川電視台播放的短篇动画，每话大约5分钟长，共4话。
播放结束后的2014年2月以主角两名声优大坪由佳和大橋彩香参观鎌倉的特辑，3月再一次重播。
作为第5话的OVA，电视动画4话，特辑4话都收录于声带与合集蓝光碟中，预计于2014年10月22日发售。

### 制作人员
- 原作：世嘉
- 策划：森本兼次郎、吉永匠（SEGA）
- 导演、分镜、演出：安齋剛文
- 人物设定：神崎廣
- 动画角色设计、作画导演：佐古宗一郎
- 系列构成、编剧：小柳啓伍
- 美術导演：飯島由樹子
- 色彩設定：金久保高央
- 摄影导演：峯崎洋介
- 编集：定松剛（SATELIGHT）
- 音乐：千葉"naotyu-"直樹
- 音乐制作人：山内真治（Aniplex）
- 音乐制作、制作协助：Aniplex
- 音响导演：藤田亜紀子
- 音响制作：HALF H・P STUDIO（日语：HALF H・P STUDIO）
- 制作人：内海洋、米内則智、柏田真一郎
- 动画制作人：山田良輔
- 动画制作：Lay-duce、C2C
- 制作：GO!GO!575製作委員会
- 协助：鎌倉市相关人士

### 主题曲
片头曲

作詞：GO!GO!575製作委員会
作曲、編曲：千葉"naotyu-"直樹
演唱：（大坪由佳・大橋彩香）
同时作为的主题曲，CD由Aniplex发售。。

### 各话列表
| 话说            | 标题 |
| --------------- | ---- |
| #01             |      |
| #02             |      |
| #03             |      |
| #04             |      |
| #05（TV未放映） |      |

### 播放电视台
日本深夜動畫：下文記載的日本国内播放時間使用日本標準時間（UTC+9）表示。因為部分時間标识會採用30小时制，因此請留意这类超过24:00的时间，其實際播放時間為翌日清晨。
| 播放地区 | 播放电视台     | 播放日期               | 播放时间            | 所属局   | 备注 |
| -------- | -------------- | ---------------------- | ------------------- | -------- | ---- |
| 東京都   | 東京都會電視台 | 2014年1月9日 - 1月30日 | 周四 25:25 - 25:30  | 独立局   |      |
| 神奈川县 | 神奈川電視台   | 2014年1月12日 - 2月2日 | 星期日 25:00：25:05 | 独立局   |      |
| 日本全域 | niconico生放送 | 2014年1月12日 - 2月2日 | 星期日 25:05 更新   | 网络播送 |      |

## 注脚
1. ↑  分島花音和千葉"naotyu-"直樹共同创作
2. ↑   註: